# Klaus Streubel
Klaus Streubel (* 1. Februar 1958 in Filderstadt) ist ein deutscher Physiker. Er hat Pionierarbeit auf dem Gebiet der Leuchtdioden geleistet.

## Ausbildung und Beruf
Nach dem Abitur am Friedrich-List-Gymnasium in Asperg begann Streubel 1977 sein Studium der Physik an der Universität Stuttgart. Bereits damals konzentrierte er sich auf die Bereiche Kristallphysik und Festkörperspektroskopie und befasste sich als Hilfskraft mit der Herstellung von Dioden. Das Diplom als Physiker erhielt er 1985. 1991 promovierte er in Stuttgart. Für seine Dissertation bei Manfred H. Pilkuhn wählte er als Thema die Metallorganische Gasphasenepitaxie, die heute die wichtigste Technik zur Herstellung von Leuchtdioden (LEDs) ist.
Als Epitaxieexperte wurde Streubel noch 1991 eine Stelle an der Königlichen Technischen Hochschule in Stockholm angeboten, die er annahm. 1993 wurde er Assistant Professor, eine Position vergleichbar dem Juniorprofessor in Deutschland. 1997 erhielt er die Lehrbefugnis an der Königlich Technischen Hochschule und wurde zum Adjunct Professor ernannt. Ab 1997 arbeitete Streubel in der Entwicklungsabteilung der Halbleitersektion von Mitel Networks in Järfälla. Im Jahr 1999 wechselte Streubel nach Regensburg zu Osram Opto Semiconductors, ab 2006 war er dort Leiter der Vorentwicklung. Im Jahr 2009 wurde Klaus Streubel in München Leiter der Forschungs- und Entwicklungsabteilung des Osram-Gesamtkonzerns. Seit 2016 leitet er die neue Abteilung Technology Scouting von Osram in Kalifornien.

## Technische Arbeitsgebiete
An der Königlichen Technischen Hochschule waren Streubel und Kollegen von der University of California, Santa Barbara mit der Entwicklung von roten RC-LEDs und Oberflächenemittern im Nahen Infrarotbereich befasst; ein Ergebnis war der erste Oberflächenemitter für eine Wellenlänge von 1550 nm, der bei Raumtemperatur im Dauerbetrieb funktionierte. RC-LEDs waren sein Hauptarbeitsgebiet auch bei Mitel. Bei Osram entwickelte er mit seinem Team rote LEDs für Nebelschlussleuchten an PKWs; dazu musste die Leuchteffizienz der Bauteile verdoppelt werden. Bei Osram befasste sich Streubel auch mit Dünnschichttechnik zur Konstruktion von LEDs und konnte in Zusammenarbeit mit Stefan Illek von Osram und Andreas Bräuer vom Fraunhofer-Institut für Angewandte Optik und Feinmechanik, die weitere Innovationen beisteuerten, besonders leuchtstarke LEDs herstellen.
Streubel ist beteiligt an der Anmeldung von über 120 Patenten.

## Mitgliedschaften und Funktionen
- Institute of Electrical and Electronics Engineers, IEEE
- Deutsche Physikalische Gesellschaft, DPG
- Deutsche Gesellschaft für Kristallwachstum und Kristallzüchtung
- Mitglied des wissenschaftlichen Beirats des Paul-Drude-Institut für Festkörperelektronik, PDI
- Mitglied des wissenschaftlichen Beirats des Center for Nanointegration Duisburg-Essen, CENIDE[3]

## Auszeichnungen
- 2000: R&D 100 Award des R&D Magazine (Auszeichnung für die 100 besten Innovationen des Jahres),[3] zusammen mit E. Fred Schubert[1]
- 2007: Deutscher Zukunftspreis[1][2]
- 2010: Carl-Friedrich-Gauß-Medaille der Braunschweigischen Wissenschaftlichen Gesellschaft[1]

## Schriften
Klaus Streubel ist Beteiligter an über 170 Publikationen. Buchveröffentlichungen von Streubel:
- Wachstum und physikalische Eigenschaften von (In, Ga)As Epitaxieschichten im Submikron-Bereich. Universität Stuttgart, 1985. (Diplomarbeit)
- Eigenschaften der Heterogrenzflächen von epitaktischen GaInAs/InP-Quantenfilmen. Universität Stuttgart, 1991. (Dissertation)
- Light-Emitting Diodes: Research, Manufactuting and Applications X. SPIE, Bellingham (Wsh.) 2006, sowie Folgebände XI, 2007 bis XVI, 2012. (Als Herausgeber, Kongressbände)